# 石门乡 (临潭县)
石门乡，是中华人民共和国甘肃省甘南藏族自治州临潭县下辖的一个乡镇级行政单位。

## 行政区划
石门乡下辖以下地区：
大河桥村、萝卜沟村、草山村、大桥关村、三旦沟村、占旗河村、扎浪沟村、梁家坡村、石门口村和元里村。